# Thomasomys ischyrus
Thomasomys ischyrus is een zoogdier uit de familie van de Cricetidae. De wetenschappelijke naam van de soort werd voor het eerst geldig gepubliceerd door Osgood in 1914.

## Voorkomen
De soort komt voor in Peru.